# 北関東
北関東（きたかんとう）は、関東地方の北部または中北部地域を指す名称である。茨城県、栃木県、群馬県の3県、若しくは埼玉県を加えた4県。同じく関東地方の南部または中南部地域を指す呼称として南関東がある。

## 概要
関東地方の北部、茨城県、栃木県、群馬県の3県を指した地域の呼称である。埼玉県を加えた4県を指すこともあり、その場合、埼玉県の中でも北部・秩父地域を北関東とし、南部・東部は含まないこともある。埼玉県が北関東に含まれない場合は、一般に南関東に含まれる。

## 各種用語使用範囲
「北関東」が含まれる主な用語は以下のとおり。
- 北関東工業地域：茨城県内陸部、栃木県、群馬県、埼玉県北部に広がる工業地域
- 北関東自動車道：茨城県、栃木県、群馬県を横断する自動車専用道路
- 北関東選挙区：茨城県、栃木県、群馬県、埼玉県の衆議院比例代表選出議員選挙区
- 北関東防衛局：茨城県、栃木県、群馬県、埼玉県、千葉県、東京都、新潟県、長野県の防衛管理業務を管轄する防衛省の組織
- 北関東公営競馬:栃木県、群馬県にある競馬場（現在は全廃）[注釈 1]。

## 範囲の分類

### 県別の分類
北関東3県（茨城県+栃木県+群馬県）
茨城県・栃木県・群馬県の3県。人口は、3県合計で約698.5万人。
北関東4県（茨城県+栃木県+群馬県+埼玉県）
茨城県・栃木県・群馬県・埼玉県の4県。人口は4県合計で約1,415万人。国政選挙の選挙区では、首都圏1都7県を東京ブロック（東京都）、南関東ブロック（千葉県+神奈川県+山梨県）、および、北関東ブロック（上記4県）としている。また、カトリック教会のさいたま教区や日本聖公会の北関東教区の範囲はこの4県である。

### 地域圏的分類
北関東（東京大都市圏の北側にある地域圏）
経済的に一体な東京圏（→都市雇用圏）は、埼玉県南東部から北東部、埼玉県北東部に隣接する茨城県西南端、千葉県東葛地域に隣接する茨城県南西部にまで及ぶ。そのため、それらを北関東4県から除いた範囲が「東京大都市圏の北側にある地域」として「北関東」と表現される。
「東京大都市圏の北側にある地域」＝「北関東」に相当する地域となっているが、これらを以って一括りに「南関東」ということはない。そのため、この場合の「北関東」の対義語は存在しない。
- 群馬県 約200万人
- 栃木県 約200万人
- 茨城県の南西部以外 約200万人
- 埼玉県の秩父・児玉・大里郡市全域と北埼玉郡市の一部 約90万人

北関東4県の内、東京圏に含まれる地域 約700万人
- 茨城県南西部（県南地域と県西地域の埼玉県北東部に隣接する西南端） 約100万人
- 埼玉県南部・東部（上記の秩父・児玉・大里郡市全域と北埼玉郡市の一部以外）約640万人

### 歴史的分類
毛野川（鬼怒川）流域
有史以来江戸時代以前の北関東。
律令制が敷かれる以前、毛野川流域には毛野国が成立し、その勢力はヤマト王権や吉備国や筑紫国に伍するものだったと言われる。下毛野古麻呂は、藤原不比等らとともに大宝律令の編纂にあたった。
律令制が敷かれた奈良時代以降、常陸国は東海道に属し、桓武平氏流大掾氏や平将門が支配した時代があったが、鎌倉時代以降は他の北関東諸地域と同様に藤原北家流小田氏や清和源氏流佐竹氏の治世となったことから同一地域とみなすのが一般的である。
歴史的に藤原北家流諸氏（宇都宮氏、小田氏、小山氏、結城氏、佐野氏、川野辺氏、比企氏、那須氏等）や清和源氏流諸氏（足利氏、新田氏、佐竹氏、武田氏、高氏等）が支配した地域が北関東であり、桓武平氏流諸氏（鎌倉氏、三浦氏、千葉氏、北条氏、秩父氏、長尾氏等）が支配した地域は南関東である。
下毛野古麻呂が建立した下野薬師寺は、大和国の東大寺、筑後国（筑紫国が筑前国と筑後国に分割）の観世音寺とともに三戒壇に指定され、当時下野国がこの地域の文化の中心地であったことを客観的に示している。なお、日光山を開山したと謂われる勝道上人はこの寺の修行僧であった人物である。
利根川以北
江戸時代後期～明治以降の北関東。旧来の藤原北家流諸氏や清和源氏流諸氏が姿を消し、新田氏流徳川家康に近しい親族や旗本、譜代大名が変わって入封し、北関東は事実上徳川幕府の自領となった。家康は利根川東遷事業を号令し、利根川・渡良瀬川の河口を江戸湾から現在の銚子市に変更し、干拓/開拓された入間川～毛野川の流域は旧来の関東八屋形諸氏の一部領土であった地域も含め南関東に組み込まれ、河口干拓地には江戸が設けられ南関東の中心地となった。
家康は東北を見据える地として日光を自らの墓所と指定し、病没後は徳川秀忠や徳川家光によって日光東照宮が造営・改築された。

## 歴史
現在の関東地方の中央部には利根川が東西に流れているが、この地形になったのは徳川家康の号令で始まった利根川東遷事業が完了した明治時代以降である。それまでの関東地方は中央部（現在の荒川～利根川の間の帯状地）に以下の水系が集まり、大雨の時期には氾濫を繰り返し下流域～河口付近は広大な湿地帯を形成していた。
- 東京湾に注ぐ水系
  - 隅田川・利根川水系 ： 入間川（現在の荒川）、荒川（現在の元荒川）、利根川（現在の古利根川）
  - 渡良瀬川・太日川水系 ： 渡良瀬川（現在の江戸川）
- 香取海（現在の常陸利根川）に注ぐ水系
  - 毛野川・小貝川水系 ： 毛野川（現在の鬼怒川）、小貝川

古墳時代、関東地方には毛野川（けぬのかわ、現在の鬼怒川）流域一体に毛野国（けぬのくに）が成立しており、毛野氏はヤマト王権の中でも大きな発言力を有していたと言われる。
毛野国は北関東の中央部に位置し、開祖は第10代天皇・崇神天皇の第一皇子・豊城入彦命で、毛野氏はその後裔と伝えられる。飛鳥時代後期、毛野氏後裔の下毛野古麻呂は藤原不比等らとともにヤマト王権の律令制定（大宝律令：大宝元年）の編纂に関わったと言われる。足柄山の金太郎のモデルは下毛野公時で、足利銀行のマスコットキャラクターは金太郎であった。
戦国時代以前、関東地方は藤原氏流あるいは河内源氏流で毛野氏の流れをくむ諸氏の治世であり、都の文化を基盤とした関東独特の文化が培われてきた。
戦国時代には主に守護大名や関東八屋形が戦国大名化していった。また、戦国時代中期までは上位権力として古河公方(古河府)が存在した。
北関東地方の主要な戦国大名
- 宇都宮氏（下野国）
- 佐竹氏（常陸国）
- 下総結城氏（下総国）
- 山内上杉氏（上野国）
- 小山氏（下野国）
- 小田氏（常陸国）
- 那須氏（下野国）
  - 上那須氏（下野国）
  - 下那須氏（下野国）
- 大掾氏（常陸国）
- 皆川氏（下野国）
- 壬生氏（下野国）
- 佐野氏（下野国）
- 長野氏（上野国）
- 由良氏（上野国）
- 岩松氏（上野国）

戦国時代初期には永正の乱での混乱に乗じて下野国の戦国大名宇都宮成綱が北関東の覇権を制し頭角を現すが、子の忠綱の代に内訌で勢力を急速に喪失するなど北関東の情勢は安定していなかった。宇都宮氏だけでなく佐竹氏、山内上杉氏、那須氏、小山氏、岩松氏といった各勢力内でも永正～天文年間に内紛が発生している。
そうした内紛の対応に追われている間に南関東の後北条氏が虎視眈々と勢力を拡大し、北関東へと侵攻を仕掛けてきた。結城氏、小田氏、那須氏、壬生氏といった勢力は後北条氏に従い、佐竹氏や宇都宮氏、小山氏といった勢力は越後国の上杉謙信、南関東の里見義堯と連携し、北条氏康・氏政父子に抵抗した。一方、佐野昌綱、皆川広照、由良成繁といった一部の小大名は上杉謙信を盟主とした連合軍と後北条氏の間を離反と降伏を駆使して命脈を保った。後北条氏の侵攻により山内上杉氏、小山氏といった勢力は没落し小田氏、壬生氏、皆川氏、佐野氏、由良氏といった勢力は最終的に後北条氏に従属する形となった。また、上野国には甲斐国の武田信玄も侵攻を仕掛けており、主君無き後も山内上杉家臣の長野業正が侵攻を食い止めていた。そんな状況下で常陸国の佐竹義重が頭角を現し、反後北条氏連合の盟主を務めつつ奥州方面に勢力拡大するなど佐竹氏は北関東の中心勢力へと成長することに成功。反後北条氏連合は豊臣秀吉による小田原征伐まで後北条氏による侵攻に激しく抵抗していった。
また、戦国時代の北関東では大田原資清、大関高増、壬生綱房、芳賀高定、大田原綱清、福原資孝、芳賀高経、由良成繁等、多くの謀略家が活躍しており、暗殺や下克上が頻繁に起こっていた。
小田原征伐後、豊臣秀吉による宇都宮仕置により、こうした関東地方の文化を築いた諸名家（足利氏、上杉氏、武田氏、小山氏、小田氏、大掾氏、壬生氏、江戸氏等）は支配的地位から退くことを余儀なくされた。一方で佐竹氏、宇都宮氏、結城氏、那須氏、皆川氏、由良氏、大関氏、大田原氏、岡本氏等は所領を安堵され豊臣大名へとなっている。しかし、豊臣大名として残れた勢力も決して安泰ではなく、宇都宮氏のように改易されたり、佐竹氏、結城氏のように豊臣大名から近世大名へと移行する間に江戸幕府の命で北関東の地から去ることとなった勢力もいた。
主を失った関東の地で、これら諸氏の受け皿となったのが清和源氏義家流・新田氏の名を継ぎ江戸幕府の祖となった徳川家康であった。徳川氏は着々と関東各地に親藩や旗本・譜代大名など腹心を配置し、あるいは直轄地（天領）化し、戦国期の「覇道」的支配体制（武力・苛烈な法をもって治める方法）に代えて「鳴くまで待とう…」に象徴される「王道」的支配体制（仁徳をもって治める方法）を敷いた。こうして江戸時代の間、関東はさしたる大変化や大改革も求められず、（大雑把な意味での）古来の関東平野に根付いた文化が引き続き培われ、更にそれが領主の定期交代によって関東一円で一様化された。
戊辰戦争では新政府についた藩や江戸からの幕府残党などが入り乱れ、宇都宮戦争など多くの被害を受けた。明治時代以降は工業地帯として発展するが、それゆえにB-29の標的として再び多くの被害を受けた。

## 地域

### 都県間流動
※交通機関別都道府県間流動表（年間）（全交通機関）
※目的地への流動が100万人/年以上のみ記載（2015年）
※関東地方以外は「■」
| 順 | 目的地   | 万人/年 |
| -- | -------- | ------- |
| 1  | 千葉県   | 3687.8  |
| 2  | 栃木県   | 2495.9  |
| 3  | 埼玉県   | 1493.2  |
| 4  | 東京都   | 1441.6  |
| 5  | 福島県   | 769.1   |
| 6  | 神奈川県 | 332.7   |
| 7  | 群馬県   | 232.3   |

| 順 | 目的地   | 万人/年 |
| -- | -------- | ------- |
| 1  | 茨城県   | 2408.7  |
| 2  | 群馬県   | 1865.9  |
| 3  | 埼玉県   | 1370.6  |
| 4  | 東京都   | 913.6   |
| 5  | 福島県   | 593.2   |
| 6  | 千葉県   | 356.9   |
| 7  | 神奈川県 | 256.1   |

| 順 | 目的地   | 万人/年 |
| -- | -------- | ------- |
| 1  | 埼玉県   | 3004.8  |
| 2  | 栃木県   | 1975.2  |
| 3  | 東京都   | 750.9   |
| 4  | 長野県   | 446.4   |
| 5  | 茨城県   | 253.4   |
| 6  | 神奈川県 | 240.4   |
| 7  | 新潟県   | 217.4   |
| 8  | 千葉県   | 203.4   |

このように、北関東は関東平野の北部地域であり、自治体の境無く自治体間流動が非常に活発となっている。

### 地域別特徴
代表的な地域とその特徴を以下に列挙する。

#### 茨城県

##### 北部
県央（けんおう）地域と県北（けんぽく）地域。平安時代に水戸周辺は常陸平氏・大掾氏の領地となった。大掾氏は水戸に館を築くが、これがその後の水戸城に継承された。
一方、前九年の役、後三年の役で奥州安倍氏の鎮圧で功を挙げた清和源氏流新羅三郎源義光の長男・源義業は常陸国久慈郡佐竹郷（現在の常陸太田市）を領して佐竹氏を名乗った。また義光の三男・源義清は那珂郡武田郷を領して武田氏を名乗った。武田氏は大掾氏と競合して朝廷から牽制され甲斐国に移ったが、佐竹氏は大掾氏の娘を嫁として土着し戦国時代には戦国大名となって常陸国・下総国を支配したが、関ヶ原の戦いで西軍に就いたため久保田藩に転封された。江戸時代、この地には水戸徳川家が配され、日本橋からは水戸街道が整備された。
現在は、主な鉄道にJR常磐線、道路は常磐自動車道、国道6号が通り、福島県浜通りへの経路となっているほか、北関東自動車道、国道50号が栃木県・群馬県への経路となっている。中心地は茨城県の県庁所在地である水戸市（人口約26.9万人、人口密度1240.1人/km2）。県央地域と県北地域を合わせた茨城県北部（水戸市、ひたちなか市、笠間市、那珂市、常陸太田市、常陸大宮市、日立市、高萩市、北茨城市、東茨城郡、那珂郡、久慈郡）の人口は約103万人。
日立市、東海村、ひたちなか市、大洗町には北関東随一の重要港湾（中核国際港湾）である茨城港（日立港区、常陸那珂港区、大洗港区）があり、北海道/北米/欧州/極東/中国/韓国定期貨物航路の拠点・北海道定期旅客航路の拠点・北関東の物流拠点となっている。また日立市、ひたちなか市は日立製作所およびその関連企業の工場が多数立地する企業城下町となっている。
地域の東部には北関東最大の海水浴場である大洗や阿字ヶ浦、夏に海浜コンサートが開かれる国営ひたち海浜公園が立地し、また北部日立周辺は河原子・川尻・伊師浜等の海水浴場を抱える。久慈川上流は八溝山地の関東北部山系、さらに阿武隈高地に連なり、陸奥国との天然の境界となっていたが、現在はJR水郡線や国道349号が整備され、日本有数の名瀑である袋田の滝があり観光名所となっている。

##### 鹿行地域
南東部に位置する地域（読みは「ろっこう」）。大洗鹿島線や鹿島線、国道51号の沿線地域である。
東関東自動車道により千葉、東京と結ばれている。水郷筑波国定公園の一角で、東に鹿島灘、西に霞ヶ浦、南に利根川、北に北浦が面する。古くから関東第一の神社として知られる鹿島神宮（古代には最果ての地であり、常陸は海路で奥州へ向かう船出の地だったと言われる）や、菖蒲（前川あやめ園）で有名な水郷地帯の潮来といった観光地を抱える。高度経済成長期に重要港湾の鹿島港を中心とした鹿島臨海工業地帯が建設され、住友金属系の企業などが多い鉄鋼や石油を中心とした工場が置かれており、重化学コンビナートのとしても発展と工業が盛んであり、最近の神栖は商業としても発展している。また、鹿嶋、神栖は風力発電が行われている。農業も盛んであり、鉾田のメロン出荷量は日本一である。
スポーツ界では鹿行地域の全域が鹿島アントラーズのホームタウン（鹿嶋、潮来、神栖、鉾田、行方）に指定されており、最近は鹿嶋の高校から全国高等学校サッカー選手権大会に出場するほか、神栖にはサッカーグラウンドといったスポーツ施設が整備され、全国から合宿で訪れるなどサッカーが定着している。他の地域へは、千葉県北東部（香取、成田、銚子など）に行く者が多い。

##### 県南地域
かつての毛野川・小貝川河口付近であり、南部は香取海や湿地帯であった。江戸時代以降に開墾され、新田となった土地も多い。現在ではベッドタウンとして開発され、東京都区部や南関東が生活圏に含まれる地域となっている。
常陸国部分と下総国部分に分かれる。常陸国部分に関しては、古代、毛野川流域には毛野国が立国され下毛野君の領土であったと言われる。平安時代、この一帯は桓武平氏流大掾氏の領地であったが、その後政争に敗れて失脚した。鎌倉時代から室町時代にかけては下野国司・宇都宮氏傍系の八田氏流・小田氏が常陸国守護となって統治し、戦国時代には常陸国守護で戦国大名となった佐竹氏の勢力下にあった。江戸時代になると清和源氏・細川氏が谷田部藩に入封し明治維新まで続いた。廃藩置県の当初は新治県に編入された。また、下総国として続いてきた南部は印旛県、千葉県を経て、茨城県に編入された。現在は筑波山や霞ヶ浦などの観光地を抱える。
県南地域は大きく4つに分けられ、つくばエクスプレス沿線地区、取手・龍ケ崎・牛久地区、土浦・石岡地区、稲敷地区に分かれる。筑波研究学園都市や常総ニュータウン、竜ヶ崎ニュータウンをはじめとする新興都市が多く、県南地域の中心として人口25万を数えるつくばは、研究学園都市としての成熟が進む中、鉄道開業と前後して商業集積が進み、ベッドタウンの側面を見せつつも、ニュータウン都市とは一線を画した独自の中心性を持っている。
JR常磐線・首都圏新都市鉄道つくばエクスプレス沿線は、東京都区部へ通勤する新興住民が増え、この新興住民は「茨城都民」とも呼ばれる（→ニュータウン）。このため、場合によっては南関東扱いされる事もある。常磐線及び国道6号が利根川を渡ってすぐの所に位置する取手は、JR電車特定区間の北端であり朝夕は地下鉄千代田線が乗り入れ、長年に渡って茨城の南の玄関口とされてきたが、2005年のつくばエクスプレス開業以降、都心回帰が叫ばれる今なお着実に人口増加を続ける守谷をはじめとした同線沿線の地域に、その座を奪われつつある。

##### 県西地域
古河や筑西を初めとする地域（読みは「けんせい」）。主に、旧猿島郡（一部西葛飾郡）、旧真壁郡、旧結城郡に相当する。古河は宇都宮線の沿線なので、埼玉県や栃木県の一部だと誤認される事も多い。結城も新4号国道が通っている為、埼玉県や栃木県・群馬県（両毛）との繋がりが深いのに対して、県内他地域との繋がりは浅い。国県の出先機関が集中する筑西も栃木県との境にあり、県庁所在地の水戸方面との繋がりは浅い（自動車・鉄道とも栃木県の県庁所在地宇都宮市の方が、水戸よりもはるかに近い）。以前は土浦ナンバーだったが、全域でご当地ナンバーにより新たに作られたつくばナンバーへと変わった。西南端の古河・五霞はベッドタウンの側面もあり、中でも五霞は県西地域で唯一東京都市圏に属しており、県南地域のつくば市や土浦市よりも東京特別区部への通勤・通学率が高く、東京都区部や南関東も生活圏となっている。利根川以南の五霞では利根川を隔てて隣接する茨城県内の市町村より、埼玉県北東部の久喜市（旧栗橋町）・幸手市との結びつきが強い。
地域格差を解消するための施策として、県では、2006年から2010年度までの5ヶ年計画で、鹿行・県南・県西の各地域を「南部広域連携圏」とし、県北山間・県北臨海・県央の各地域を「北部広域連携圏」に分けた展開の方向性を示している。「南部圏」は、南関東との更なる連携を強める交通インフラに重点を置いた地域造りを、「北部圏」は、北関東における物流拠点や先端産業拠点と、広域交通基盤の整備を目指している。 また、県庁内に、県北地域の振興を専門に行なう県北振興室が新設され、県北地域振興を担う（財）グリーンふるさと振興機構とともに、「いばらき さとやま生活」 と名付けた主に団塊世代をターゲットにした移住・二地域居住など、県北地域でのゆったりと豊かなライフスタイルを発信、推進している。今後は、東京都心に近く人口増加傾向の南西部の発展が続くと予想されている。逆に北部は過疎地域が増加する傾向にあるため、衰退の可能性も孕んでいる。

#### 栃木県

##### 宇都宮都市圏とその周辺
栃木県最大の都市であり、北関東随一の商工業都市である宇都宮（人口約50万人、人口密度1470人/平米）を中心とする地域。宇都宮市・日光市・塩谷郡・河内郡・芳賀郡・真岡市・鹿沼市・上都賀郡の人口は約100万人。東北新幹線、宇都宮線、東武日光線、東北自動車道、北関東自動車道をはじめとする数多くの交通網が整備されている。南東平野部には北関東工業地域の工業団地（清原・芳賀・平出・真岡）が造成され工業化が進んでいる。北西の山地部と各都市部には歴史的財産（日光東照宮、輪王寺、日光二荒山神社、宇都宮二荒山神社、益子西明寺など）および日光国立公園などの天然資源（奥日光・鬼怒川温泉など）を基盤とする観光施設、文化施設（栃木県立美術館・宇都宮美術館など）やレジャー施設（東武ワールドスクウェア・日光江戸村・ツインリンクもてぎなど）を配している。大規模商業施設は宇都宮等の都市域に集中している（東武宇都宮百貨店・トナリエ宇都宮・FKDショッピングプラザ・ベルモール・FKDインターパーク店など）。北関東自動車道は、北関東各県間の物流を強化するため、新4号国道沿線の北関東工業地域と、茨城県と群馬県の三地域を結ぶ形で建設されている。
古代・毛野国（けぬ-）の時代から鬼怒川（毛野川（けぬのかわ））の上中流域に位置し、肥沃な土地を基盤として安定した地域が形成されてきたが、一方でこの豊穣な土地の領有権を巡る抗争の戦場となり、また天正や幕末の動乱期には政権の180度転換を強いられて来た。宇都宮二荒山神社・日光二荒山神社・輪王寺等を歴史的基盤としている。日光の二社一寺（輪王寺・東照宮・日光二荒山神社）は世界遺産に登録されている。
古くは東山道の北側に位置する要害の地であり、遥か京から蝦夷を見据える重要拠点であった。また宇都宮は中道（なかつみち）の最北端に位置し、奥州に抜ける際には必ず通らねばならない要衝であり、下野国一之宮・宇都宮二荒山神社が置かれ、平安～鎌倉期には藤原秀郷卿や藤原北家道兼流・宇都宮氏等、蝦夷対策に中央政府から派遣された武人ないし祭祀が支配権を有した。特に宇都宮二荒山神社の神職者であり、下野国司であった宇都宮氏は、京都の中央政府との繋がりを維持しつつ、鎌倉幕府の有力な御家人として、また室町期～戦国期には時の室町幕府（足利氏）を援護し関東八屋形として、毛野川流域一帯を統治した。また鬼怒川（当時は毛野川）以東は宇都宮氏の郎党・紀清両党が統治し、益子氏の居館があった益子西明寺には宇都宮氏の墓所も現存する。宇都宮氏は終始中央政府に従属し、足利将軍家をはじめ鎌倉府、関東管領上杉氏に従い、戦国時代後期には南関東に台頭した後北条氏を常陸国の佐竹氏とともに牽制し、小田原征伐の後は豊臣秀吉から羽柴姓を授かった。この後、秀吉は時の当主・宇都宮国綱とともに宇都宮城に入城し、この折参陣した東北の大名の処遇を決定した（宇都宮仕置）。この地は引き続き宇都宮氏が統治したが、朝鮮の役の後の1597年、宇都宮氏は突然改易となり、蒲生氏や奥平氏が替って領主となった。
その後、清和源氏を称する徳川家康が征夷大将軍に就き江戸の地に徳川幕府を開くと、江戸のお膝元として繁栄を享受した。江戸時代、家康は自分の廟所としてこの地を選び、その子秀忠は家康を祀って東照宮を建立、さらに孫・家光は東照宮を今日の姿に大造替した。これに伴って、江戸・京・仙台方面から家康の廟所・日光東照宮に参詣するための交通路（日光街道・日光例幣使街道、日光北街道など）が整備され、徳川家・諸大名・京の勅使など当時の要人達が行き交う要衝となると同時に、地域政治の中心地でもあった宇都宮は江戸から那須を経て陸奥国・白河へ向かう奥州街道の分岐点となり、江戸幕府にとって軍事的最重要拠点の一つとなった。宇都宮城は時の領主・本多正純が近代的平城に大改築し、また宇都宮の町は幾重もの堀と周囲に配置された寺社群に囲まれた要塞都市に生まれ変わった。幕末には新政府軍と旧幕府軍との抗争の場となり、戊辰戦争では新政府軍は宇都宮・六道辻から宇都宮城・宇都宮二荒山神社（崇神天皇第一皇子である豊城入彦命を祭祀する）に向け大砲による攻撃を行い、旧幕府軍を掃討した（宇都宮戦争）。この戦闘で二荒山神社社殿は焼失したが、明治年間に政府によって再建された。廃藩置県では宇都宮県、日光県、茂木県、真岡県等を経て栃木県に編入され、1884年からは県都として栃木県地域の行政・経済の中心となっている。

##### 那須・大田原周辺
古くは街道東山道が通り、江戸時代には奥州街道、現在は東北新幹線・東北自動車道・国道4号線などが整備され、中央と陸奥国を結ぶ交通の要衝であり、那須や黒羽、大田原など、那珂川流域を中心に豊かで安定した地域が形成されてきた。奥の細道紀行では松尾芭蕉も長期滞留した。北関東にあっては珍しく、江戸時代にあって中世来の豪族に支配権が認められた地域。藤原北家長家流・那須諸氏が江戸時代以降も黒羽藩や大田原藩としてその基盤を維持した。
大田原市、那須塩原市、矢板市、さくら市、那須烏山市、那須町、那珂川町の人口は約35万人。那須高原を中心として観光業が盛んで、果樹園や牧場も多く見られる。
那須・大田原における商圏は大田原・那須塩原・矢板・さくらの各市の商業施設を中心とし、総人口の約70%にあたる25万人前後の購買活動を吸収している。一方、福島県境に近い那須町や旧黒磯市付近からは、越境して福島県白河市等の商業施設に購買に出る例が見られるが、逆に福島県の住民も食品や日用品の買出し、飲食に那須・大田原圏を訪れるため、黒磯以北の国道4号線には、福島ナンバーの車の往来が多い。

##### 両毛地区
古代、毛野国の中心にあった地域で、現在の栃木市付近には下野国の国府が置かれた（国造は下毛野君）。また、栃木市の東隣に位置する下野市には下野国分寺跡、下野薬師寺跡といった史跡がある。
平安時代以降、関東に起こった清和源氏義家流新田氏・足利氏、同義光流佐竹氏、藤原秀郷流藤姓足利氏・小山氏・結城氏・佐野氏・皆川氏らはこの地域の領有権を巡って抗争した。下野国司で宇都宮二荒山神社座主と日光山検校職を兼務した藤原北家道兼流で下毛野氏ないし中原氏の流れを汲む宇都宮氏は終始中央政権体制として下野国内の政争の鎮静にあたった。
鎌倉時代には鎌倉幕府の有力御家人となった小山氏が治め、南北朝時代には足利尊氏の意向を受けた国司の宇都宮氏が掌握したが、室町幕府が鎌倉府を設置すると関東管領・上杉氏の統治下に入った。鎌倉公方の足利成氏が台頭し古河に移って古河公方を称すると領主たちはこれに従属した。戦国時代に入って後北条氏が台頭すると、この地域は中央政府方（上杉氏、佐竹氏、宇都宮氏等）と後北条方（足利氏、小山氏、結城氏等）が拮抗する主戦場となり、最終的に後北条氏が勢力下に置いた。豊臣秀吉が後北条氏を破ると結城氏が代わって治めた。その後結城氏は領地換えになり、江戸時代は時の中央勢力から派遣された者が代わる代わる統治した。
栃木県と群馬県に跨がる地域（足利、佐野、桐生、太田、館林など）は両毛地域と呼ばれ、古くは東山道、江戸時代には日光例幣使街道、現在は国道50号・国道122号・国道293号・両毛線・東武伊勢崎線等が通っている。現在、国道50号沿線はモータリゼーションが発達して商工業ベルト地帯化しており『R50ベルト地帯』や『両毛デルタ地帯』などと呼ばれることがある。水戸線や両毛線はR50ベルト地帯を結ぶ生活路線として機能しているほか、2008年3月8日には北関東自動車道の太田藪塚ICと太田桐生ICが開通した。近隣の佐野市の佐野プレミアムアウトレットや太田市（人口約21.8万人）のイオンモール太田など郊外型商業施設には、近隣住民が県境を越えて訪れ、これらの道路には周辺各地域のナンバー車が往来する。
この両毛地区の東に接する小山市、古河市などの宇都宮線沿線地域は近年ベッドタウン化が見られ、東京圏に属する住民も少なくない。関東地方のほぼ中央ともいうべき地域で、小山市は国道50号、古河市は国道125号、国道354号の沿線であり、共に国道4号、JR宇都宮線が市内を縦断している。古河市は茨城県であるが、南北軸を見ると日光街道の沿線である。小山市の南隣・古河市の北隣の野木町は東京都心への通勤率が10%を超えていて、東京都市圏（都市雇用圏）の北端部に位置しており、南関東と同一地域と見ることもできる。
また両毛地区の南に接する羽生市、加須市などの旧北埼玉郡・熊谷ナンバー管内地区は、歴史的に日光街道の北西部に位置する地区で両毛地区との繋がりが深く、一方で『埼玉』の名称の由来となった地域でもある。通勤・通学では東京圏に属する住民も多いが、タクシーの営業区域が加須市の旧大利根町・旧北川辺町を除いて旧態から県北交通圏であり、東武伊勢崎線が久喜で、日光線が南栗橋で系統分離され、群馬県あるいは栃木県両毛地区と同一の運転が行われるようになったことから、日常の生活圏としては両毛地区の施策も執られている。加須市の旧北川辺町は、市外局番が古河0280で単位料金区域は古河MAであり、新古河駅は古河市ではなく加須市にあるなど、対岸の古河市との関わりも深い。

#### 群馬県

##### 前橋・高崎都市圏および群馬県中北部
前橋・高崎（両市計約70万人、人口密度約1,090人/平米）は関東平野の北西端に位置し、群馬県の行政・商業・産業の中心となっている。前橋・高崎都市圏は平成の大合併により山間地域を合併したため人口密度は下がったが、旧前橋・旧高崎地域は15km圏内の市街地で充墳され、前橋・高崎都市圏を形成している。
隣接する前橋市・高崎市・伊勢崎市・藤岡市・富岡市・安中市・渋川市及びその周辺自治体の人口は約120万人。
一方、北部一帯は谷川岳に代表される峻険な山岳地帯となっており、その湧水は当地域の殆どの人口が集中する利根川流域に結集する。この南部平地部と北西部山岳部では気候も全く異なり、前者の冬の平均月最低気温が-1.0度程度で最深積雪も殆ど無いのに対し、後者では気温-8.0度、積雪2m以上に達する気象庁観測点も存在する。
人口密集地域が限られるため、公共交通網整備は比較的効果的に行き届いており、道路では関越自動車道や北関東自動車道、国道17号、国道18号、国道50号、鉄道では高崎線、信越本線、上越線、両毛線、八高線、吾妻線、上毛電気鉄道上毛線などが整備されている。
この地域は古くは毛野国に、また令制国時代にはこれを分かった上野国に属した。国府は車郡（群馬郡）に置かれていたとされる。平安時代初頭、上野国は常陸国（茨城県中北部）等とともに親王任国とされ、その親王の子孫である平氏が土着したとされる。白井長尾氏や総社長尾氏、沼田氏、安中氏などがその後裔といわれ、同一県内でも藤原北家流諸氏や清和源氏流諸氏の輩出が多い太田市や桐生市周辺とは対照的である。
この地域は北部山岳地帯を中心に関東の北の温泉場として著名であり、観光開発が施されている。温泉場の数は伊香保温泉、四万温泉、草津温泉、水上温泉、猿ヶ京温泉など200を越し、特に草津温泉は日本一の自噴湧出量を誇る名湯とされる。一方、首都東京からの交通の便は決してよいとは言えず、草津温泉の場合、上野駅からJRの在来線特急で約2時間30分の長野原草津口駅からさらに路線バスで20～30分かかり、また直行高速バスでも新宿駅から3時間30分以上かかり、車利用でも関越自動車道の渋川伊香保ICから約50kmの山道を行かねばならない。同じ北関東の温泉場である鬼怒川温泉（新宿駅から電車で2時間）や塩原温泉（東京駅から新幹線で1時間20分の那須塩原駅から路線バスで1時間）、那須温泉（同）に比較しアクセスしにくい状況もあり、近年では誘客が芳しくない。
産業は農業が非常に盛んであり、前橋市の農業産出額は約300億円に達し、次いで嬬恋村も100億円以上を産する。工業は北関東工業地域の一端にあり、年間製造品出荷額は高崎・前橋だけでも1.2兆円を超える。年間商品販売額は高崎・前橋だけでも群馬県内の総販売額の50%以上を占める。

#### 埼玉県

##### 秩父・寄居・熊谷周辺
熊谷（人口約20.5万人、人口密度1,420人/平米）は国道17号（旧中山道）、寄居・秩父は国道140号の沿線であり、秩父鉄道はこれらの地域を結ぶ生活路線となっている。この他、東京へ向かう鉄道路線として八高線・東武東上線・高崎線が走る。
荒川の流域で「内陸国」の色が濃く、住民のショッピング地や視線は、地元志向の傾向が見られる。南端には国営武蔵丘陵森林公園に代表される台地が広がるが、西端には奥秩父山塊の山々が峙えている。秩父夜祭で有名な秩父市や、長瀞渓谷などの観光地を抱える。北関東と南関東の文化や風土が混在している。特に熊谷周辺は太田・小山などと同じようにモータリゼーションが発展しており、同じ埼玉県内にありながら北関東系の店舗が多い。また、秩父地方の車が熊谷ナンバーであったり、北関東系の店舗の比重が大きいことから秩父地方もここでは北関東扱いする。
しかし、歴史的には桓武平氏流諸氏（秩父氏や熊谷氏など）にゆかりの地域であり、南関東と同一地域と見なせなくもない。

## 地理

### 気候
全般には降水量は盛夏期から秋雨を中心に多く、冬季は乾燥晴天となる典型的な東日本型の太平洋側気候の地域である。北西側から西側の高い山脈（越後山脈・関東山地など）により、梅雨前線の影響や冬季の大陸寒気団の影響は比較的小さい。日本海側との脊梁部を除いて雪日数は少なく、主に南岸低気圧通過時に降る。
内陸部と沿岸部で異なる特徴を有する。
茨城県沿岸部（ひたちなか、鹿嶋など）では年較差が小さく、夏は冷涼で冬の夜間は比較的冷え込むが日中は温暖である。その他の内陸部は内陸性気候の特徴が強く、特に群馬県と栃木県南西部に跨る両毛地域平野部の夏季は高温で猛暑日も国内の中で非常に多い地域である。冬はからっ風の影響で日中の体感気温は比較低いが、沿岸部よりも夜間の冷え込みが弱い日も多い。
夏の昼下がり時は毎日のように積乱雲が発達し熱雷が多く発生する。雷は上州（群馬県）名物として有名で、栃木県や埼玉県でも多く見られ、宇都宮市は「雷都」という異名を持つ。そのため盛夏期の日照時間は国内でも少ない地域である。又、冬のからっ風は、群馬県では「赤城おろし」、栃木県では「二荒おろし」「男体おろし」、茨城県では「筑波おろし」などと呼ばれており、何れも北部と西部に山岳地帯を抱える北関東に特徴的な気象となっている。

### 特色
水郷、筑波山、日光、鬼怒川温泉、那須高原、草津温泉といった観光地を抱えており、週末や行楽シーズンには観光客で賑わう。
関東平野に位置する点もあって近郊農業が盛んであり、深谷の葱、岩井のレタス、土浦の蓮根、二宮の苺、板倉のきゅうりなどが代表的な農産物である。

### 地形
- 山地：阿武隈高地、八溝山地、日光連山、帝釈山脈、足尾山地、下野山地、那須連山、三国山脈、関東山地、奥秩父山塊
- 山：筑波山、加波山、八溝山、男体山、女峰山、赤薙山、大真名子山、小真名子山、太郎山、帝釈山、荒海山、日光白根山、皇海山、高原山、那須岳、三本槍岳、羽黒山、古賀志山、太平山、赤城山、榛名山、妙義山、草津白根山、浅間山、谷川岳、平ヶ岳、武尊山、至仏山、三宝山、武甲山、両神山、甲武信ヶ岳
- 高原：那須高原、戦場ヶ原、霧降高原、八方ヶ原
- 台地：常陸台地
- 盆地：秩父盆地、沼田盆地
- 平野：関東平野
- 海浜：波崎海岸、下津海岸、大竹海岸、大洗海岸、阿字ヶ浦、河原子海岸、伊師浜海岸、五浦海岸
- 川：利根川、渡良瀬川、鬼怒川、那珂川、久慈川、小貝川、荒川、田川、思川、烏川、神流川
- 湖：霞ヶ浦、北浦、涸沼、千波湖、中禅寺湖、五十里湖、鬼怒沼、湯ノ湖、渡良瀬遊水地、榛名湖、野反湖、尾瀬沼、秩父さくら湖
- 滝：袋田の滝、華厳滝、竜頭の滝、湯滝、霧降の滝、裏見滝、吹割の滝
- 温泉：草津温泉、伊香保温泉、水上温泉、四万温泉、猿ヶ京温泉、万座温泉、鹿沢温泉、川原湯温泉、沢渡温泉、磯部温泉、老神温泉、日光湯元温泉、鬼怒川温泉、川治温泉、湯西川温泉、女夫渕温泉、奥鬼怒温泉郷、塩原温泉郷、那須温泉郷、馬頭温泉郷、喜連川温泉、袋田温泉、大子温泉、五浦温泉
- 景勝地：尾瀬、奥日光、龍王峡、長瀞渓谷、偕楽園
- 自然公園：日光国立公園、尾瀬国立公園、上信越高原国立公園、水郷筑波国定公園、妙義荒船佐久高原国定公園、秩父多摩甲斐国立公園

## 経済
北関東3県には日本の人口の約5.3%、約666.2万人が居住し（2022年10月1日現在）、約31.3兆円（2020年度、名目県民総生産）のGDPを生み出している。

### 第一次産業

#### 農業
- 茨城県を筆頭として、北関東は農業が盛んである。
- 東京周辺地域には典型的な都市近郊農業として、野菜や花卉の栽培が多い。
- 北関東各市町村における年間農業産出額（2021年）は多い順に以下のとおり[9][10]。
  1. 茨城県鉾田市（641.4億円）
  2. 栃木県那須塩原市（455.7億円）
  3. 群馬県前橋市（369.8億円）
  4. 栃木県大田原市（263.3億円）
  5. 茨城県行方市（258.2億円）
  6. 茨城県小美玉市（250.9億円）
  7. 栃木県那須郡那須町（227.5億円）
  8. 茨城県坂東市（225.1億円）
  9. 茨城県八千代町（216.9億円）
  10. 群馬県桐生市（216.6億円）
  11. 群馬県太田市（189.2億円）
  12. 群馬県利根郡昭和村（188.0億円）
  13. 茨城県東茨城郡茨城町（182.9億円）
  14. 群馬県高崎市（177.5億円）
  15. 栃木県栃木市（167.2億円）
  16. 茨城県石岡市（166.7億円）
  17. 茨城県筑西市（165.7億円）
  18. 茨城県神栖市（165.0億円）
  19. 栃木県真岡市（163.1億円）
  20. 群馬県渋川市（161.0億円）

主要農産物の収穫量（出荷量）全国1位（2021年）
- 茨城県：陸稲、れんこん、はくさい、こまつな、ちんげんさい、みずな、カリフラワー、ピーマン、メロン、くり

- 栃木県：いちご

- 群馬県：こんにゃくいも、ほうれんそう

#### 畜産業
- 大消費地である東京を控え、茨城県や栃木県で養豚、養鶏、酪農が多い。生乳生産量では、北海道に続いて、栃木県が第2位に位置する。

### 第二次産業

#### 鉱業
- 昭和半ばまで、日立市や足尾など一部の鉱山が操業していたが、1975年頃に閉鎖された。

#### 工業
- 宇都宮市や太田市などを中心に、内陸型の北関東工業地域が形成されている。
- 茨城県の北部（日立市やひたちなか市）には、日立製作所の関連工場が多く、南東部の鹿島臨海工業地帯（鹿嶋市や神栖市）には、住友金属系の工場が多い。
- 北関東における主要工業都市は、各市町村別の年間製造品出荷額等（2022年）の多い順に以下のとおり[12]。
  1. 群馬県太田市（2兆3,032億円）
  2. 栃木県宇都宮市（2兆808兆円）
  3. 茨城県神栖市（1兆7,177億円）
  4. 茨城県日立市（1兆3,563億円）
  5. 茨城県古河市（1兆1,029億円）
  6. 群馬県伊勢崎市（1兆1,017億円）
  7. 茨城県ひたちなか市（1兆111億円）
  8. 栃木県小山市（1兆95億円）
  9. 群馬県高崎市（9,174億円）
  10. 栃木県栃木市（8,963億円）
  11. 茨城県鹿嶋市（8,516億円）

### 第三次産業

#### 商業
- 北関東の各市町村における商業年間商品販売額（2021年6月）は、多い順に以下のとおり[13]。
  1. 栃木県宇都宮市（2兆4,240億円）
  2. 群馬県高崎市（1兆6,382億円）
  3. 茨城県水戸市（1兆5,686億円）
  4. 群馬県前橋市（1兆1,076億円）
  5. 群馬県太田市（8,655億円）
  6. 茨城県つくば市（5,906億円）
  7. 茨城県土浦市（5,087億円）
  8. 群馬県伊勢崎市（5,066億円）
  9. 栃木県小山市（4,851億円）
  10. 栃木県佐野市（3,194億円）
  11. 茨城県日立市（3,176億円）
  12. 茨城県ひたちなか市（3,072億円）
  13. 栃木県栃木市（2,870億円）
  14. 茨城県東茨城郡茨城町（2,692億円）
  15. 栃木県足利市（2,513億円）
  16. 栃木県那須塩原市（2,466億円）
  17. 茨城県神栖市（2,446億円）
  18. 茨城県古河市（2,445億円）
  19. 栃木県鹿沼市（1,920億円）
  20. 茨城県筑西市（1,875億円）

### 家電量販店
- 茨城県はケーズデンキ（水戸市）、栃木県はコジマ（宇都宮市）、群馬県はヤマダ電機（高崎市、創業は前橋市）、ベイシア電器（前橋市、創業は高崎市）と3県それぞれ家電量販店企業の本社が置かれており、ベイシアを除く3社は俗に北関東YKKとも呼ばれている。また、現在は東京池袋に本店を構えるビックカメラ[注釈 7]も創業は群馬県高崎市である。

## 交通

### 交通史
律令時代には、畿内を中心とした行政区分であったため、茨城県（常陸国・下総国北部）と埼玉県（武蔵国北部）は東海道に、栃木県（下野国）と群馬県（上野国）は東山道にと、畿内を中心とした放射状地方区分になっており、東山道には京から白河に至る街道・「東山道」が整備された。
江戸時代になると、参勤交代によって東京（江戸）を中心とした放射状の街道が整備された。茨城県には水戸街道、埼玉県東部から栃木県北西部にかけては日光街道、栃木県北部には奥州街道、群馬県と埼玉県西部には中山道が整備され、宿場が置かれた。
また、中山道の倉賀野宿（高崎郊外）から都賀を経て日光に至るルートとして、東山道に重なる形で日光東照宮への金貨奉納のために京都からの勅使が通る日光例幣使街道が整備された。
江戸時代のそれぞれの街道は、現在の国道6号、国道4号、国道119号、国道17号、国道293号・121号等の源流となった。

### 現代の交通網
江戸時代に五街道が整備されて以来、関東地方の交通網は、基本的に東京を中心とした放射状幹線及び京都からの放射状路線に当る環状（弧状）連絡線によって構成されている。
道路網では、東京から北に伸びる放射状道路には、西（群馬県、埼玉県）から東（茨城県）へ順に、関越自動車道・国道17号・国道254号・国道122号・東北自動車道・国道4号・新4号国道・国道294号・常磐自動車道・国道6号・東関東自動車道・国道51号が扇状に列んでいる。家電量販店の北関東YKKに象徴される車社会であり、走り屋を描いた頭文字Dの舞台にもなっている。
関東の「扇」の範囲が「北関東」に当たる。扇の骨に当たる幹線道路沿いには工場が多く立地し前述の北関東工業地域を形成している。これらの扇を結ぶ弧状道路として、南から北へ順に、東京外環自動車道・国道16号・国道354号・国道125号・国道50号・国道293号+国道123号、国道145号+国道120号+国道461号などが通っており、2011年には北関東自動車道が全線開通した。現在は、主に茨城県内において圏央道の4車線化工事が進行中である。
鉄路網も同じく、東京から北に伸びる放射状鉄路には、西から順に東武東上線・高崎線+上越線・上越新幹線・東北新幹線・宇都宮線・東武本線・つくばエクスプレス・常磐線などが列ぶ。
これらを結ぶ弧状鉄路には、南から北へ順に武蔵野線、川越線+東武野田線（大宮駅で接続）、両毛線+水戸線（小山駅で接続）などが列んでいるが、県庁所在地である水戸・宇都宮・前橋・さいたま相互を結ぶ列車は存在しない。

### 代表的な鉄道路線
JR線　
2014年10月1日以降、関東地方のJR東日本の在来線で東京近郊区間外は水郡線下野宮駅、東北本線黒磯以北、上越線水上以北のみ。
- 東北新幹線
- 上越新幹線
- 北陸新幹線
- 常磐線
- 水戸線
- 水郡線
- 鹿島線

- 宇都宮線（東北本線）
- 日光線
- 烏山線
- 高崎線
- 上越線
- 信越本線
- 吾妻線
- 両毛線

東武鉄道
- 伊勢崎線
- 桐生線
- 佐野線
- 小泉線

- 日光線
- 宇都宮線
- 鬼怒川線

その他の鉄道
- 野岩鉄道
  - 会津鬼怒川線
- 真岡鐵道
  - 真岡線
- 宇都宮ライトレール
  - 宇都宮芳賀ライトレール線
- 首都圏新都市鉄道
  - つくばエクスプレス
- 関東鉄道
  - 常総線
  - 竜ヶ崎線
- ひたちなか海浜鉄道
  - 湊線

- 鹿島臨海鉄道
  - 大洗鹿島線
- 上毛電気鉄道
  - 上毛線
- 上信電鉄
  - 上信線
- わたらせ渓谷鐵道
  - 渓谷線
- 秩父鉄道
  - 秩父本線

### 代表的な道路
- 南北軸
  - 東北自動車道、国道4号
  - 関越自動車道、国道17号 国道254号
  - 上信越自動車道、国道18号
  - 常磐自動車道、国道6号
  - 東関東自動車道、国道51号
  - 日光宇都宮道路、国道119号
  - 国道294号

- 東西軸
  - 北関東自動車道、国道50号
  - 首都圏中央連絡自動車道
  - 国道125号
  - 国道354号
  - 栃木県道・茨城県道1号宇都宮笠間線

### 主要な港湾
中核国際港湾
- 茨城港
  - 日立港区
  - 常陸那珂港区
  - 大洗港区

重要港湾
- 茨城港
- 鹿島港

### 空港
- 茨城空港

茨城県の鹿行地域は成田国際空港にも近い。また、栃木県北部及び茨城県北西部は福島空港も利用圏内である。

## その他
- 日経リサーチの行った、2008年の地域ブランド力調査では、茨城県、栃木県、群馬県がワースト3を占めている。
- ブランド総合研究所が実施した「地域ブランド調査」の都道府県の魅力度ランキングでは、最下位3連覇の茨城県（3年連続47位）を筆頭に、栃木県（42位、2010年45位、2009年40位）・群馬県（2010年41位、2009年45位）・埼玉県（45位、2010・2009年共43位）の4県全てが3年続けて40位以下のみに名を連ねている。また、2016年の調査では、47位に茨城県、46位に栃木県、45位に群馬県となり、徳島県や佐賀県とともにワースト争いを展開[17]。
  - 2021年には、群馬県の山本一太知事は、順位に不満を持ち、法的措置を含めて今後の対応を検討するとしていたが[18]、2023年には「根拠の乏しい、ずさんなランキングなので歯牙にもかけていない。」と発言している[19]。
  - 茨城県の大井川和彦知事は、「コメントする必要はない。ランキングというより、エンターテインメントになってきている。」と発言しており、茨城県独自の指標である、いばらき幸福度指数を重視する考えを示した[20][21]。
  - 栃木県の福田富一知事も、2020年には調査方法の改善をブランド総合研究所側に求めたこともあるものの、2023年には、「数ある調査の一つ。結果に一喜一憂するものではない。」として重要視しない姿勢を示している[22]。
- 群馬県・栃木県・茨城県の各3県に所在するNHKの地域放送局、前橋局[注釈 8]・宇都宮局[注釈 9]・水戸局[注釈 10]は、テレビ放送のデジタル化を機に[23]総合テレビにて、県域テレビ放送を実施している。これにより、群馬県・栃木県・茨城県はNHK総合・東京の関東広域放送の放送対象地域から外れた[24]。なお、茨城県に関しては、関東広域放送の親局（東京スカイツリー）の受信可能エリア内が群馬県や栃木県よりも広く[25]、水戸局はNHK東京（JOAK）の視聴習慣が根強い県南・県西地域でも、既存のアンテナにもう1つアンテナを追加すれば茨城県域放送と関東広域放送の両方が視聴できるとして[26]、県域放送の広報・視聴促進に努めている[27]。
- 内閣府が設定した首都直下地震（南関東直下地震）の想定震源域には、東京都・神奈川県・埼玉県・千葉県に加え、茨城県西南部も含まれている。

### 都道府県魅力度ランキングの推移
|                  | 茨城県 | 栃木県 | 群馬県 | 埼玉県 |
| ---------------- | ------ | ------ | ------ | ------ |
| 2009年（第4回）  | 47位   | 40位   | 45位   | 43位   |
| 2010年（第5回）  | 47位   | 45位   | 41位   | 43位   |
| 2011年（第6回）  | 47位   | 42位   | 44位   | 45位   |
| 2012年（第7回）  | 46位   | 44位   | 47位   | 40位   |
| 2013年（第8回）  | 47位   | 41位   | 44位   | 45位   |
| 2014年（第9回）  | 47位   | 41位   | 46位   | 42位   |
| 2015年（第10回） | 47位   | 35位   | 45位   | 44位   |
| 2016年（第11回） | 47位   | 46位   | 44位   | 39位   |
| 2017年（第12回） | 47位   | 43位   | 41位   | 44位   |
| 2018年（第13回） | 47位   | 44位   | 42位   | 43位   |
| 2019年（第14回） | 47位   | 43位   | 45位   | 41位   |
| 2020年（第15回） | 42位   | 47位   | 40位   | 38位   |
| 2021年（第16回） | 47位   | 41位   | 44位   | 45位   |
| 2022年（第17回） | 46位   | 40位   | 44位   | 45位   |
| 2023年（第18回） | 47位   | 39位   | 44位   | 45位   |
| 2024年（第19回） | 45位   | 39位   | 41位   | 46位   |